# Жоли, Антуан
Франсуа-Антуан Жоли (фр. François-Antoine Jolly; 25 декабря 1662, Париж — 30 июля 1753, там же) — французский поэт, драматург и издатель.

## Биография
Родился в Париже в 1662 (по другим источникам, 1672) году в семье трактирщика. Литературой заинтересовался, когда, прислуживая за столом, услышал рассказ мадам Мюрат. Как либреттист и драматург выступал с первого десятилетия XVIII века, начав с создания либретто для оперы Стука «Мелеагр» в 1709 году; большим успехом у публики пользовалась его комедия в стихах «Школа любовников». Выступал в качестве издателя собраний сочинений Мольера (в 6 томах, 1734 год, и в 8 томах, 1739 год), Расина (в 2 томах), Корнеля (в 5 томах), трёхтомника «Театр Монфлери, отца и сына». С 1737 года служил королевским цензором.
Со временем у Жоли появились покровители в высших кругах тогдашнего французского общества, включая принца де Конти, которому автор посвятил «Школу любовников», и кардинала Флёри, а позже генерального контролёра финансов д’Арнувиля. С покровительством кардинала Флёри было связано назначение Жоли на должность королевского цензора. Жоли умер в 1753 году и был похоронен на приходском кладбище Сен-Жермен-л’Оксеруа.

## Творчество
- 1709 — либретто к опере «Мелеагр»
- 1718 — «Школа любовников» (фр. l’École des Amants), комедия в трёх актах в стихах (напечатана в 1719 году)
- 1726 — «Капризница» (фр. La Capricieuse), комедия в трёх актах в стихах (поставлена в Итальянском театре, напечатана в 1727 году)
- 1726 — «Ревнивая женщина» (фр. La Femme jalouse), комедия в трёх актах в стихах (поставлена в Итальянском театре, напечатана в 1727 году)

Кроме того, Жоли известен как автор ещё одной трёхактной комедии в стихах, «Донна Эльвира де Гусман», которая, однако, не ставилась и не печаталась, будучи известна только по названию. В Парижской национальной библиотеке хранится его обширный рукописный труд «Nouveau et grand cérémonial de France». За эту монографию обе сестры автора получили государственную пенсию в размере 400 ливров.